# Kathryn S. McKinley
Kathryn S. McKinley es una informática teórica estadounidense conocida por su investigación sobre Compiladores, sistemas de tiempo de ejecución, and Arquitectura de computadoras.  También es conocida por su liderazgo en la ampliación de la participación en informática. McKinley fue copresidente de la asociación de investigación informática norteamericana desde 2011 hasta 2014.

## Biografía
McKinley recibió una licenciatura en ciencias de la computación e ingeniería de la Rice University en 1985. Luego obtuvo una maestría en ciencias de la computación de la Rice University en 1990 y luego un doctorado en ciencias de la computación de la Rice University en 1992.
Se unió al Departamento de Ciencias de la Computación en la Universidad de Universidad de Massachusetts Amherst como profesora asistente en 1993. Mientras estuvo allí fue ascendida a profesora asociada en 1999. En 2001, se mudó a la Universidad de Texas en Austin como profesora asociada. En 2005, fue promovida a profesora y en 2010 a profesora de informática. En 2011 se mudó a Microsoft Research como investigadora principal. Actualmente es investigadora científica senior en Google .
McKinley está casado con Scotty Strahan; tienen tres hijos: Cooper, Dylan y Wyatt Strahan.

## Carrera
Ella y compañeros presentaron el primer modelo de propósito general y el marco de optimización basado en las dependencias y la reutilización de la línea de caché para mejorar la localidad de caché de los algoritmos de matriz densa utilizando permutación de bucle, inversión de bucle, fusión y distribución.  McKinley y su asesor, Ken Kennedy, mostraron cómo usar este modelo para introducir paralelismo con la localidad y eliminar el intercambio falso. Este trabajo fue seleccionado en 2014 para el Volumen del 25º aniversario de ICS.
McKinley, su estudiante de doctorado Emery D. Berger, y sus compañeros presentaron el asignador de memoria Hoard C / C ++ , que es ampliamente utilizado por las aplicaciones y en OS X de Apple. Hoard limita la contención causada cuando múltiples hilos asignan o liberan memoria al mismo tiempo, y evita el intercambio falso debido a la asignación de memoria. Al mismo tiempo, Hoard impone límites demostrables en la cantidad total de fragmentación. 
McKinley fue un líder del grupo de investigación DaCapo, que abarcó nueve instituciones y fue financiado por un NSF ITR (2000-2006). Este proyecto produjo una serie de innovadoras tecnologías de máquinas virtuales, herramientas de código abierto, puntos de referencia de código abierto y nuevas metodologías para evaluar tiempos de ejecución administrados. Los esfuerzos de evaluación comparativa y metodologías fueron dirigidos por Stephen M. Blackburn. El conjunto de pruebas de referencia DaCapo Java y las metodologías de evaluación se utilizan ampliamente en la academia y la industria para evaluar las tecnologías de análisis, optimización y prueba de Java. Blackburn, Cheng y McKinley fueron los primeros en realizar una comparación de manzanas con manzanas de los algoritmos de recolección de basura que mostraron que los asignadores de listas libres renuncian a cantidades sustanciales de localidad a pesar de que requieren menos memoria en comparación con los algoritmos de copia, que asignan objetos contemporáneos contiguamente. Este trabajo ganó el premio SIGMETRICS 2014 Test of Time of Award. 
Sobre la base de esta idea, Blackburn y McKinley diseñaron una nueva clase de recolectores de basura, que denominaron marca-región. Su colector de región de marca Immix gestiona la memoria jerárquicamente utilizando bloques de tamaño fijo que consisten en líneas. La asignación contigua de objetos puede cruzar líneas, pero no bloques. La colección Immix combina el marcado de líneas y la copia de objetos en una sola pasada. Este diseño ofrece beneficios de rendimiento sustanciales debido a huellas de almacenamiento dinámico más pequeñas y mejoras en la localidad. 
Su estudiante de doctorado Michael Bond recibió el Premio de Tesis Doctoral Sobresaliente Association for Computing Machinery SIGPLAN en 2008. 
El 14 de febrero de 2013, McKinley declaró a la Casa Comité de Ciencia, Espacio y Tecnología, en el Subcomité de Investigación. Ella habló sobre el ecosistema académico, industrial y de investigación de informática del gobierno que está impulsando la innovación y los avances económicos en casi todos los campos. 

## Premios
En 2008 fue nombrada miembro de la ACM Fellow.
Sus otros premios notables incluyen:
- ACM SIGMETRICS Test of Time Award in 2014
- IEEE Fellow (2011)
- ACM  Programming Languages Software Award, for Jikes RVM (2012)<
- ACM SIGPLAN Distinguished Service Award (2011)[2]
- ACM Distinguished Scientist (2006)[3]